# Rodó de Canalbona
El Rodó de Canalbona o Pic Rodó de Canalbona és una muntanya de 3.004,3 metres situada entre el municipi d'Alins al Pallars Sobirà i l'Arieja.

## Rutes
Una de les possibles rutes pel vessant català, no apta per a tothom, parteix des del refugi de Vallferrera pel barranc d'Areste i els estanys d'Arreu i enfila tota la carena fins a la Pica d'Estats.